# マイレージ・プラス

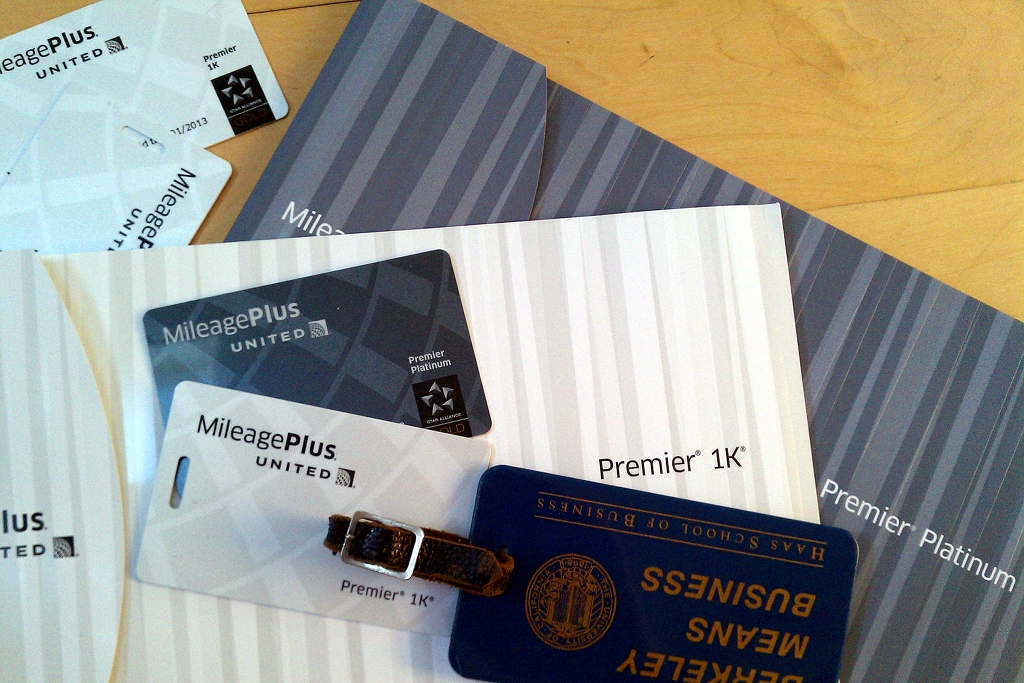
会員カードなど

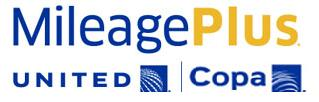
マイレージ・プラスロゴ

マイレージ・プラス(MileagePlus)とは、アメリカ合衆国の航空会社であるユナイテッド航空およびアエロマール（英語: Aeromar）の提供するマイレージサービスである。2012年の旧コンチネンタル航空との合併により、同社が提供していた「ワンパス」に加盟していたコパ航空も本サービスに加盟している。スターアライアンス加盟航空会社や、他の航空会社や旅行業者などとも提携している。

## 概要
会員は、フライトや提携会社の利用によりマイルを加算し、蓄積したマイルはユナイテッド航空と提携会社が提供するサービスと交換することができる。また1暦年に搭乗により加算したマイルの多寡により上級会員レベルが決められ、それに応じた特典を付与される。

## 入会・退会
入会金、年会費は無料。国籍を問わず入会できる。入会時には、氏名と住所などを届け出る。住所（居住国）によって、提供されないサービスがあったり、応募資格のないキャンペーンがあったりする。1人の人が二つ以上の会員口座を持つことは認められていない。入会方法は、ユナイテッド航空のWebサイトか、電話か、ユナイテッド航空またはコパ航空の空港カウンターやラウンジ（ユナイテッドクラブ）などの営業所、ユナイテッド航空またはコパ航空の機内などで、備え付けの申込用紙に記入して、提出すると入会できる。
入会すると会員番号が割り当てられる。入会後、プラスチック製の会員カードが届けた住所に郵送される。カードを提示しなくても、会員番号を伝えれば、会員としての実績と認識される。専用の申込用紙で入会した場合は、申込用紙に会員番号があらかじめ印刷され、一部を切り離すことで仮会員証として使用できる。新規会員キャンペーンが実施されている場合は、入会ボーナスマイルがもらえる。会員が新規会員を紹介することで、紹介した側の会員がバーナスマイルをもられるキャンペーンが実施されていることもある。機内で入会申込書を提出するとその便からマイルが加算されるほか、入会日からさかのぼって30日間に搭乗したユナイテッド航空運航便も加算対象となる。また、25アメリカドルの料金を支払うことで入会前6ヶ月前までのフライトが加算できる。いずれも事後加算の手続が必要で、提携会社の利用は加算されない。会員情報（氏名、住所）の変更は、会員の申告が必要である。退会には、会員の申請が必要である。

## マイレージ口座

### マイルの蓄積
会員番号を予約時またはチェックイン時に通知することでフライト実績が登録される。フライト実績は搭乗日とともに記録される。予約時やチェックイン後でも登録、あるいは、別の会員番号に変更することはできるが、搭乗直前の登録が記録に残り搭乗後の変更は原則として出来ない。搭乗した便のマイルが加算されていないときは、搭乗日から12ヵ月以内に、航空券の控え及び搭乗券の半券の原本やコピーを米国のマイレージ・プラス事務局に郵送またはオンラインで手続することで、事後加算を請求できる。マイルの登録はユナイテッド航空のサイトにて、フライト・サマリーとして確認できる。フライト実績があれば、4半期に一度、口座明細を登録住所に郵送される。ユナイテッド航空、その関連会社（ユナイテッド・エキスプレス、Ted）、コパ航空、その他スターアライアンス各社のフライト実績は、オンラインのフライト・サマリーにて、通常、1週間以内に確認できる。スターアライアンス各社や提携航空会社の飛行実績の加算時期については、航空会社ごとに異なる。

#### フライトマイル
実航マイル
ユナイテッド航空、ユナイテッドエクスプレス、コパ航空、スターアライアンス加盟各航空会社の飛行実績について、飛行区間の基準マイル数に加算率を乗じて計算される。
飛行区間に対応する基準マイルは、運航航空会社ごとに、独自にマイル数を定義しており、実際に搭乗した飛行機の飛行距離とは異なる。ユナイテッド航空およびその関連会社を利用した場合は、航空券の予約クラスにかかわらず100%である。会員規約によれば、実際に飛行した区間に応じて認定されることになっている。航空券を発券しても搭乗しない場合は加算されない。また、ルート変更などにより、発券した航空券と異なるルートを利用した場合は、実際に利用した区間に応じて加算される。
無料航空券だけでなく、割引率の高い一部の格安エコノミークラス航空券についても、飛行実績としない場合もある。他社運航便を利用した場合は、クラスボーナスに相当するビジネスクラスやファーストクラスを利用した場合のボーナスマイルも合算される。
クラスボーナス
ユナイテッド航空および関連会社で、ビジネスクラス(予約クラスC、D）とファーストクラス（予約クラスF、A、P）を利用した場合に与えられるボーナスマイルで、それぞれ、実航マイルの25%および50%である。なお、ビジネスクラスであっても、格安航空券である予約クラスZの場合クラスボーナスはない。ここで、予約クラスを基準としているのは、アップグレードにより発券した航空券の予約クラスより上位のクラスを利用することができても、予約クラスが以上の条件を満たしていなければ、クラスボーナスは加算されないからである。
エリートボーナス
上級会員が、ユナイテッド航空および一部の提携航空会社を利用した場合、基準となる実航マイルに対して、プレミアシルバー会員は25%、プレミアゴールド会員は50%、プレミアプラチナ会員は75%、プレミア１Ｋ会員は100%のボーナスマイルが加算される。
キャンペーンボーナス
期間、区間を限って、ダブルマイルキャンペーンや、入会キャンペーンを行っている。
PQM (プレミア資格対象マイル)
上級会員レベルを認定するための飛行実績を計算するためのマイル。毎年1月1日にゼロにリセットされ、年末12月31日までの搭乗実績で加算される。特典旅行などでマイルを使っても、獲得したPQMは減算されない一方、翌年に持ち越すこともできない。ユナイテッド航空にとって利益率の高い顧客を上級（エリート）会員として優遇するため、特典交換に使うマイル(特典交換可能マイル)とは別の計算ルールを用いる。ユナイテッド航空、その関連会社、およびスターアライアンス各社を利用した場合の実航マイルと、ユナイテッド航空およびその関連会社を利用した場合の割り増し分とで計算される。この割り増し分とは、ファーストクラス(予約クラスF、A、P）、ビジネスクラス（予約クラスC、D、Z）、および高額エコノミークラス（予約クラスY、B）を利用した場合は、実航マイル＋その実航マイルの50％が上乗せされて加算されるようになる。他の航空会社でも同様のシステム(例えば、ANAマイレージクラブのプラチナポイント)は導入されているが、重み付けの方法は各社異なる。
PQS（プレミア資格対象区間）
上級会員レベルを認定するための飛行回数。

#### PQD（プレミア資格対象ドル）
上級会員レベルを得るための年間利用額。アメリカ合衆国に住んでいる場合のみ満たす必要がある（日本に住んでいる場合には関係しない）。
パートナーマイル
保険やコーリングカードなど様々なマイル加算方法が用意されている。

#### マイルの購入
自分で購入するパーソナルマイル、友人に購入してプレゼントするギブマイルがある。さらに、法人が購入して個人にプレゼントするリワードマイルがある。リワードマイルはパートナーマイルとよく似ているが、対象者が限定されている点で異なる。

### マイルの特典交換
無料往復航空券や片道アップグレードに使える。ラウンジ会員であるユナイテッドクラブへの入会（上級会員には割引がある）やダイニング特典やチャリーティマイルにも使える。上級会員は、さらに、レンタカー特典、ホテル特典が用意されている。詳細は会員特典で記述する。

### マイルの取り消し・没収
不正な手段でマイルを獲得したり、マイルや特典航空券を売買したことが発覚すると、マイルや発券済みの特典航空券が無効となることがある。その結果、会員口座のマイル残高がマイナスになることもある。

### マイルの有効期限
口座へのマイルの加算・減算のいずれもが引き続き18か月間ない場合、マイレージ残高は失効する。

## 会員種別
会員を会員レベルに従って分類し、会員レベルに応じたサービスを提供している。会員レベルは、Generalを基本とし、いくつかの上級会員(エリート)レベルがある。
上級会員としては、前年の飛行実績による4種類のプレミアと、ユナイテッド航空の判断によるグローバルサービス、チェアマンズサークルがある。また、Million Milerのレベルについては、生涯フライト実績が100万マイルを超えると特別に追加して付与される。飛行実績としては、現在は、PQMとPQSとが尺度として使われるが、それぞれ、実際の飛行距離と搭乗回数に対して、利用航空会社、予約クラス(ブッキングクラス)を都度加味して計算したものであり、例えば、ユナイテッド航空で予約クラスFでファーストクラスキャビンを利用した場合は、150%増しとなる。

### 一般会員(General)
入会直後、通常に付与される会員レベル。維持するのに特別な活動は必要ない。

### プレミアシルバー (Premier Silver)
主に前年の飛行実績に基づいて付与される。この会員レベル取得には25,000PQMまたは30PQSが必要である。スターアライアンスシルバーとなる。

### プレミアゴールド (Premier Gold)
主に前年の飛行実績に基づいて付与される。この会員レベル取得には50,000PQMまたは60PQSが必要である。スターアライアンスゴールドとなる。

### プレミアプラチナ (Premier Platinum)
主に前年の飛行実績に基づいて付与される。この会員レベル取得には75,000PQMまたは90PQSが必要である。スターアライアンスゴールドとなる。

### プレミア１Ｋ（ワンケー） (Premier 1K)
この会員レベルの取得には100,000PQMあるいは120PQSが必要である。スターアライアンスゴールドとなる。Global Entryの申込料金や提携クレジットカードの年会費が実質無料となる特典がある。

### グローバルサービス (Global Services)
入会基準は非公開で、次のような会員が選ばれる。資格は毎年更新される。

- ユナイテッド航空に多くの運賃額を支払う
- ユナイテッド航空の利用に大きな影響力がある（例：大企業の出張手配担当者）
- 400万マイル以上のミリオンマイラー会員
- ミリオンマイラーのグローバルサービス会員の配偶者等

すべてのプレミア１Ｋ会員の特典に加え、独自の特典が提供され、会員の旅行には様々な便宜が図られる。

### チェアマンズサークル (Chairman's Circle)
会員は著名な企業経営者や政治家で約150名。
すべてのグローバルサービス会員の特典に加え、以下の特典がある。
- 専用の電話番号
- 無料プレミアアップグレードの優先コンファーム（144時間前）
- 本人と配偶者に無料のユナイテッドクラブ会員権

### ミリオンマイラープログラム
入会からの累積飛行マイル数(Lifetime flight miles)が100万マイルに到達するごとに、終身にわたり次の会員ステータスが付与される。

会員は、同じ資格を配偶者または相当する者１名に与えるよう請求できる。たとえば、100万マイルに到達したプレミア１Ｋ会員の配偶者はプレミア１Ｋ会員となる。
- 100万マイル プレミアゴールド
- 200万マイル プレミアプラチナ
- 300万マイル プレミア１Ｋ
- 400万マイル グローバルサービス

2012年1月1日以降は、ユナイテッド、ユナイテッドエクスプレスおよびコパ航空の基本飛行マイル数が加算される。すなわち、クラスやプレミアボーナスマイルは含まれない。

## 上級会員レベルの有効期間と更新
2009年現在、上級会員として認められた場合、その上級会員資格の付与は、規定の要件を満たした日より翌々年の1月の末日となる。これがステータス保持の可能な有効期限。従って、例えば、2010年の1月にどれかのステータスに到達した場合、2011年の1月末日まで、プレミア、プレミアエクゼクティブ、1Kのどれかの資格を保持していると見なされる。
しかし、上級会員の資格の維持・更新や取得を行う為には別途、更新期間・取得期間内に行わなければならない。これは、各年の1月1日からその年の12月31日までとなっている。これらに差がある事に注意しなければならない。
また、プレミア、プレミアエクゼクティブ、1Kは、主に、前年の飛行実績で付与されるが、以下のような場合にも付与される。
- プリペイド・エリート・トラベル・カードの購入

一定金額（5000ドル、1万ドル、2万ドル）のプリペイドカードを購入することで、上級会員レベル（そえぞれ、プレミア、プレミアエクゼクティブ、1K）が付与された。前年にまったく飛行実績がなくても1Kの会員レベルまでもが購入できる点は注目に値する。プリペイドカードは、有効期間は1年で、ユナイテッド航空にて、航空券を購入することに使える。2005年、2006年と実施されてきた。
- 他社上級会員に対するステータス・マッチ

アメリカ本社のマイレージ・プラス・デスクに依頼することで、他社で認定されている上級会員レベルに応じたマイレージ・プラスの上級会員レベル（プレミアあるいはプレミアエクゼクティブ）が提供されることがある。他社での前年度の実績（フライトサマリー）などの資料提出を求められることもある。
- ユナイテッド航空によるおまけ

不足PQMがきわめて少ない場合は、上位の会員レベルに繰り上げられることがある。どの程度の不足で繰り上げになるかは、前年実績の航空券の種類（主に利用航空会社とブッキングクラス）によって異なる。
- ユナイテッド航空のキャンペーン

## 会員特典

### 無料航空券
無料航空券は片道または往復で発券できる。手数料や税金が別途必要。エコノミークラス特典と、ビジネスクラス特典の組み合わせは可能で、マイル数は、それぞれの往復特典のマイル数の1/2である。ファーストクラス特典とビジネスクラス特典を組み合わせることはできない。往復特典であるので乗り継ぎ便の利用が可能である。1つの特典での乗り継ぎ便には制限がある。特典の種類によっては乗り継ぎ地でのストップオーバー(24時間以上の滞在)が認められる。オープン区間がフライト区間を上回るような経路は認められない。

#### ユナイテッド航空特典(無料往復旅行特典)
無料往復旅行特典は、必要マイル数が少ないがとりにくいセイバー特典と、必要マイル数が多いがとりやすいスタンダード特典とがある。無料往復旅行特典に必要なマイル数は、出発地地域と到着地域の関係と利用する搭乗クラスとによって、特典チャートをひくことによって求められる。地域はアジア、ハワイ、北アメリカ、中央アメリカ、南アメリカ、ヨーロッパ、中東、オーストラリアなどのようにおおまかに分割されている。地域間を直行する便を提供していない2地域間の往復旅行の場合は、北米経由となり、必要マイルの計算上は、北米とそれぞれの地域の往復特典旅行を2つ組み合わせたものとなる。利用できるサービスクラスキャビン（エコノミー、ビジネス、ファースト）によって必要マイルが異なり、ビジネス、ファーストに必要なマイル数はおおむねエコノミーの必要マイル数の1.5倍、2倍となる。また、北米内で2クラス運航される区間については、ビジネスクラスの特典航空券でファーストクラスキャビンが利用可能。
予約してから発券までに3日間の猶予があり、キャンセル待ちは可能であるが、3日以内に席が確定して発券しないと旅程全体がキャンセルとなる。
特典旅行の予約には1特典旅行あたり25ドル（予約センター発券の場合）もしくは30ドル（空港カウンター発券の場合）が必要（2008年5月15日以降の発券分から手数料が変更）。なおユナイテッド航空利用の単純往復などオンライン予約が可能な場合は、発券手数料は免除される。簡単な変更には手数料は不要だが、航空券の再発行が必要となる変更やキャンセルについては、1特典旅行あたり手数料150ドルが必要。2006年10月16日より2週間以内に出発する旅行の発券や変更については緊急予約手数料が必要となった。6日以内だと100ドル、13日以内だと75ドルが加算される（2008年5月15日以降の発券分から手数料が変更）。
プレミアプラチナ、プレミア１Ｋ、グローバルサービス会員は、発券（予約時期にかかわらず）、変更、キャンセルの手数料は免除される。無料航空券であっても、空港税などの空港使用料は別途必要。なお、アメリカ入国にかかわる空港税は、特典航空券では、一部免除されるため、半額程度に減額される。マイレージ・プラスの特典航空券においては、燃油サーチャージや航空保険料については免除。他社マイレージサービス（ANAマイレージクラブやJALマイレージバンク等）においては、必ずしも無料となっていない。手数料や空港税などは、発券の際にクレジットカードや現金にて支払う。無料航空券は往復となる。オープンジョー、ダブルオープンジョーは可能だが、オープン区間はフライト区間より短くなければならない。また乗り継ぎ便も可能ではあるが、経度位置で遠回りするような旅程は認められない。予約センターの予約画面上に表示されない旅程は発券ができない。

##### セーバー特典
区間、日時により、設定される座席数に制限がある特典。ファーストクラス、ビジネスクラス、エコノミークラスがそれぞれ予約クラスR, O, Nに対応し、搭乗券の印字では、それぞれ、XF,XC,XYと表示される。なお、1Kには別枠でエコノミークラス特典席として、予約クラスEが設定されており、優遇されている。必要マイルは、搭乗クラスによって異なり、エコノミークラスの必要マイルに比べて、おおよそ、ビジネスクラスでは1.5倍、ファーストクラスについては2倍となっている。日本（例えば成田空港）からでは、東南アジア（バンコク、シンガポール）については、必要マイルはエコノミークラスで3万マイルである。

##### スタンダード特典
エコノミー、ビジネス、ファーストのそれぞれのサービスクラスキャビンに空席があれば発券できる特典旅行で、セーバー特典の約2倍のマイルが必要となる。当該便の予約クラスF、C、Yが予約可能であることと、空席があることとは同義ではない。制約のないチケット（FYC）は、利益率が高いので対応するサービスクラスキャビンが満席でもオーバーブッキングを承知で発券をするためである。オーバーブッキングは違法ではないのでしばしば発生する。

#### スターアライアンス
- 無料航空券
  - 無料航空券では、必要マイルは同じかより多く、オンライン予約はできないので、グローバルサービスあるいは1Kでなければ、発券手数料25ドル（予約センター発券の場合）もしくは30ドル（空港カウンター発券の場合）を請求される。さらに、出発後は日付・時刻・搭乗クラスについて一切の変更はできない。一方で、往復旅行が対象となる点はメリットである。例えば、NHの国内線では、NH特典（ANAマイレージクラブ）と同様に15,000マイルが必要であるが、NH特典では2区間であるのに対して、UAのスタアラ特典では乗り継ぎ便を利用可能な1往復となる。ただし、自社マイレージ会員を優遇するため、空席の確保はNH特典より難しい。
  - シンガポール航空の一部を除く区間での2クラス運航のビジネスクラス利用はファーストクラス利用時と同じマイル数が必要になる。また、A380のスイートクラスは特典航空券として利用できない。また以下の機材の上級クラスは明確に特典航空券の発券を除外する規定はないものの、原則として特典航空券の空席が供されないため利用することは不可能。
    - A380（スイートクラスとビジネスクラス）
    - ボーイング777-300ER （ファーストクラスとビジネスクラス）
    - Airbus340-500運航便（全席ビジネスクラス）

#### パートナー特典
スターアライアンス特典とちがい、オンラインでの即時照会ができないことがあるため、個々の航空会社の回答に時間がかかる場合がある。
- エミレーツ航空
- カタール航空
- アイランドエアー
- ハワイアン航空
- エアリンガス
- ジェットエアウェイズ

### アップグレード
アップグレードは片道ごとに要求できる。予約クラスで対応するサービスクラスキャビンより上位のサービスクラスキャビンの座席を利用できることをいう。必要マイル数は区間の起点と終点の位置と、対象航空券の予約クラスとできまる。ユナイテッド航空を利用する場合、乗り継ぎ便の場合は、区間ごとのアップグレードを行うこともできるし、全区間を対象としてひとつのアップグレードとして行うこともできる。ユナイテッドでユナイテッド航空運航便の予約を取る場合のビジネスクラスキャビンからファーストクラスキャビンへのアップグレード、エコノミークラスキャビンからビジネスクラスキャビンへのアップグレードに対応する予約クラスはそれぞれNF、NC。スターアライアンス各社のアップグレードは区間単位となる。
通常のアップグレードは1つ上の搭乗クラスが対象で、エコノミークラスからファーストクラスへの2つ上の搭乗クラスは規約上認められない。また、特典旅行に対するアップグレードも規約上は認められない。ただし、オーバーブッキングなど航空会社の理由により、コンファームされた席を提供できないなどの場合は、2つ上の搭乗クラスへのアップグレードが行われることもある。
アップグレードは、通常は、予約客のリクエストによって行われる。アップグレード可能な席に余裕がある場合は、リクエストと同時にアップグレードがコンファームされるが、余裕がない場合は、ユナイテッド航空を利用する場合は、キャンセル待ちができるが、スターアライアンス各社を利用する場合は、リクエストを受け付けてもらえない。リクエストが受け付けてもらえない場合も、定期的に再チャレンジすることはできる。アップグレード枠が残っている間は、リクエストの受付順にコンファームされるが、アップグレード枠がなくなり、キャンセル待ちになると、高い予約クラス、高い会員レベルほど、キャンセル処理で優先してコンファームされる。予約状況を勘案して、アップグレード枠を増やす場合も、キャンセル待ちと同様の処理となる。

#### マイル利用のアップグレード特典
特典交換可能マイルを使用する搭乗クラスのアップグレード。ユナイテッド航空を利用する場合、対象となるブッキングクラスは、エコノミークラスの予約クラスY、B、H、Mとビジネスクラスの予約クラスC、D。ブッキングクラスYとBの場合必要マイルは、区間によってことなるが、ほぼセーバー特典のエコノミークラスとビジネスクラスの差に相当。それ以外のブッキングクラスの場合は、倍のマイルが必要となり、特典航空券に比べると割高となる。UAのサイトでオンライン申請ができ、他の会員に対して自分のアップグレード証書でアップグレードを申請することもできる。

#### 北米内500マイルアップグレード
上級会員がフライト実績に基づいて取得するEマイレージ証書を使用する。プレミア以上の上級会員は、1暦年にユナイテッド航空および関連航空会社の実航マイルが1万マイルを超えるごとに4枚取得できる。アップグレードする区間距離500マイルにつき、1枚必要となる。不足している500マイルアップグレードは購入することもできる。また、乗り継ぎ便で複数区間を利用する場合に必要となるアップグレード証書の枚数は、それぞれの区間距離の合計ではなく、直行便での区間距離で計算される。
アップグレードが受付される時期は、会員レベルにより異なり、1Kは出発100時間前、プレミアエクゼクティブは72時間前、プレミアは48時間前、その他は24時間前となっており、上級会員ほど有利となっている。アップグレード対象のブッキングクラスは、エコノミークラスの予約クラスY、B、M、E、H、U、Q、V、W、S、T、K、Lで、ビジネスクラスのブッキングクラスCとDである。対象となる区間は、出発地と目的地がともに、ハワイを含むアメリカ、カナダ、カリブ諸国、中央アメリカ諸国の場合のみである。アップグレード証書の有効期間は1年、他の会員に対して自分のアップグレード証書でアップグレードを申請することもできるが、同一旅程に限られている。

#### 北米内コンファームド（リージョナル）アップグレード
1K会員の特典で、4半期毎にユナイテッド航空および関連航空会社の実航マイルが1万マイルを超えると2枚取得できる。北米内500マイルアップグレードと異なり、区間距離や乗り継ぎ回数に関係なく、必要枚数は1枚。また、出発時間とは関係なく、アップグレードのリクエストをした時点で受付で、アップグレード枠に空があれば、即時コンファームされ、空がなければキャンセル待ちとなる。アップグレード証書の有効期間は1年で、期限が切れると無効になる。UAのサイトでオンライン申請ができ、他の会員に対して自分のアップグレード証書でアップグレードを申請することもできる。

#### コンファームドシステムワイドアップグレード(SWU)
1K会員の特典で、毎年、会員期間の始まる1月に6枚取得できる。なお、例年、そのうちの2枚については、前倒しして、前年の12月に取得できる。北米内コンファームドリージョナルアップグレードと同様の使い方ができる上、さらに、北米外の区間にも利用できる。ただし、出発地と目的地の移動に北米を経由する場合は、片道につき2枚必要となる。北米外の区間に利用する場合は、アップグレード対象のブッキングクラスは、エコノミークラスのブッキングクラスY、B、M、E、H、U、Q、V、Wで、ビジネスクラスのブッキングクラスCとDである。さらに、ブッキングクラスは限定されるが、ルフトハンザ航空のアップグレードにも利用することができる。アップグレード証書の有効期間は1年で、期限が切れると無効になる。

#### ルフトハンザ航空アップグレード
SWUを使用する。

#### スターアライアンスアップグレード
マイルを使用する。ウェブサイトでのみアップグレード手続きができ、電話などではできない。
2007年3月より、受付を中止している。

#### インボランタリアップグレード
利用者がアップグレードをリクエストしていないにもかかわらず、航空会社の都合により、アップグレードがされる場合をいう。マイルやアップグレード証書は必要ない。

### 空港ラウンジ
主に搭乗手続き後、出発までの時間をすごすために提供される。プレミアゴールドより上位の会員レベル（すなわちスターアライアンスゴールド会員）であれば、ユナイテッド航空を含むスターアライアンス各社の運航するフライトを利用する時は、指定されたサービスクラスキャビンにかかわらず、スターアライアンス各社が提供するラウンジを利用することができる。
上級会員レベルでの利用資格により利用できるラウンジはビジネスクラスラウンジとなるが、独立して設置されるファーストクラスラウンジは利用できない。また、スターアライアンス各社が直接運営していない提携ラウンジの場合は、利用する航空会社からラウンジへの入場券に相当するインビテーションカードを入手が必要となる場合がある。さらに、ラウンジの利用は出発時に限られ、原則として到着時は利用できない。利用できるラウンジの入口には、スターアライアンスゴールドのロゴ表示がある。
利用可能なラウンジは、ユナイテッド航空のユナイテッドクラブや利用するスターアライアンス航空各社が運営するラウンジに限定されない。ただし、米国内線のみを利用するときはユナイテッド航空およびＵＳエアウェイズのラウンジは利用できない。
ユナイテッド航空のユナイテッドクラブは、ソフトドリンク、アルコール飲料、スナック、新聞、無料Wi-Fiスポット等が提供される。一部のアルコール飲料は有料で提供され、支払はクレジットカードに限られる。一部ラウンジにはシャワー設備がある。

### 優先搭乗
優先搭乗とはプレミアエクゼクゲィブおよびその上級会員については、通常の乗客の搭乗より先に搭乗の案内がされることを言う。ユナイテッド航空およびその関連航空会社を利用する場合は、チケットに搭乗の順番がSEATING 1, SEATING 2のように記載され、エコノミークラスを利用する場合は、席の前方から順番に搭乗案内がなされるが、上級会員の場合は、エコノミークラスの座席位置にかかわらずSEATING 1が割り当てられる。搭乗開始後、まもなくにSEATING 1は搭乗案内がされる。このことにより、他の乗客より先に搭乗が可能となるため、大きめな荷物や余分な荷物を機内に持ち込んでも、収納場所の確保が容易となる。スターアライアンスゴールドの他社会員もユナイテッド航空およびその関連会社を利用する問いに同様の優遇を受け、また、マイレージ・プラス会員でスターアライアンスゴールドに認定される場合は、スターアライアンスゴールド各社運航便を利用する場合にも同様の優遇を受ける。優遇の方法は運航会社により異なる。
例として成田空港での搭乗ゲートでの機内への案内は以下の順である。
1. First Class、Global Services、1K
2. Business Class
3. Premier Executive、Star Alliance Gold
4. Seating #1
5. Seating #2
6. Seating #3
7. Seating #4

### エコノミープラスや非常口席の事前予約
ユナイテッド航空が発券するユナイテッド航空ならびにその関連会社が運航するフライトについては、座席の事前予約が可能である。航空券の予約時に指定することもできる。会員は、マイレージ・プラス・デスクに電話するなり、ユナイテッド航空のアメリカサイトから、会員情報を入力して、予約記録にアクセスすることで、座席指定情報を追加するなりして、座席の指定、変更ができる。非会員やGeneral会員などの非上級会員の場合は、エコノミークラスキャビンを利用する場合でも、エコノミークラスキャビンの一部しか事前予約可能な席が設定されていない。人気があるエコノミープラス席や非常口席やバルクヘッドについては、上級会員でないと事前予約できない。上級会員は、旅程をともにする非上級会員１名を自分の隣席に指定することができるので、その非上級会員１名をエコノミープラス席などに事前座席指定することができる。また、非上級会員であっても、エコノミープラス年間オプションという権利を有償でユナイテッド航空から購入することで、購入から１年間エコノミープラス席を事前予約できるようになる。また、エコノミープラスワンタイムオプションを購入すれば1フライト分の事前予約が可能になる。その他、搭乗日当日にエコノミープラス席に空席があれば、チェックインの際に有償でアップグレードのオファーを受ける場合もある。それ以外にも、エコノミー席のオーバーブッキングなどユナイテッド航空の都合により、非上級会員に対してもエコノミープラス席を割り当てることもある。

### 隣席ブロック
かつて、ユナイテッド航空、ユナイテッド･シャトル、Tedが運航するフライトについては、上級会員は自分の指定座席の隣席を事前予約の対象からはずすことができた。現在この特典は提供されていない。

#### 提携クレジットカード
提携クレジットカードはクレディセゾン・UC・JCB・ダイナースクラブの4社が発行している。
このうち、クレディセゾンが発行する『マイレージ・プラス<<セゾン>>カード（一般・カレッジ）』には追加年会費5,250円の「マイルアップメンバーズ」に加入する事で、通常は1,000円=5マイルの所を3倍の15マイルにすることができる。
また、クレディセゾン・UC・JCBの3社では学生用カード（カレッジカード）が発行されている。全て在学中無料なので、学生は3社のカード全てに申し込むだけでも入会ボーナスマイルを稼ぐ事が出来る。